# Елдерон (Вісконсин)
Елдерон (англ. Elderon) — селище (англ. village) в США, в окрузі Марафон штату Вісконсин. Населення — 161 особа (2020).

## Географія
Елдерон розташований за координатами 44°47′14″ пн. ш. 89°15′8″ зх. д. / 44.78722° пн. ш. 89.25222° зх. д. (44.787337, -89.252084).  За даними Бюро перепису населення США в 2010 році селище мало площу 3,01 км², з яких 2,86 км² — суходіл та 0,15 км² — водойми.

## Демографія
Згідно з переписом 2010 року, у селищі мешкало 179 осіб у 80 домогосподарствах у складі 53 родин. Густота населення становила 60 осіб/км².  Було 83 помешкання (28/км²).
Расовий склад населення:
| - 92,7 % — білих - 4,5 % — вихідців з тихоокеанських островів - 1,1 % — корінних американців - 1,1 % — осіб інших рас |

До двох чи більше рас належало 0,6 %. Частка іспаномовних становила 3,9 % від усіх жителів.
За віковим діапазоном населення розподілялося таким чином: 16,2 % — особи молодші 18 років, 64,8 % — особи у віці 18—64 років, 19,0 % — особи у віці 65 років та старші. Медіана віку мешканця становила 43,4 року. На 100 осіб жіночої статі у селищі припадало 108,1 чоловіків;  на 100 жінок у віці від 18 років та старших — 117,4 чоловіків також старших 18 років.
Середній дохід на одне домашнє господарство  становив 45 303 долари США (медіана — 32 353), а середній дохід на одну сім'ю — 53 140 доларів (медіана — 57 917). Медіана доходів становила 42 083 долари для чоловіків та 21 667 доларів для жінок. За межею бідності перебувало 5,3 % осіб, у тому числі 18,8 % дітей у віці до 18 років та 0,0 % осіб у віці 65 років та старших.
Цивільне працевлаштоване населення становило 137 осіб. Основні галузі зайнятості: сільське господарство, лісництво, риболовля — 40,1 %, виробництво — 20,4 %, роздрібна торгівля — 9,5 %, будівництво — 8,8 %.